# Mzcheta

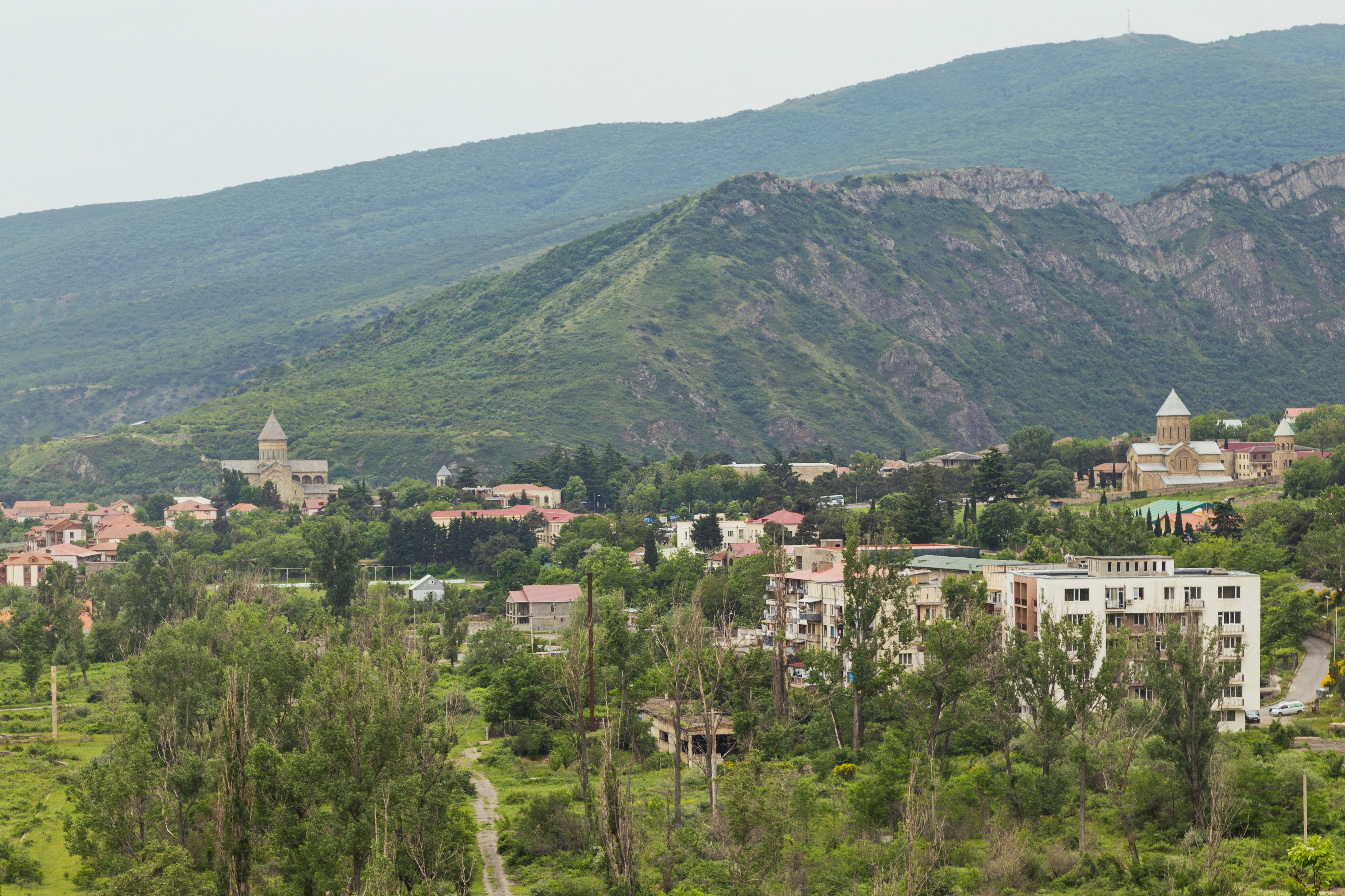
Übersicht über die Stadt

Mzcheta (georgisch მცხეთა) ist die Hauptstadt der Region Mzcheta-Mtianeti im Osten Georgiens. Mzcheta ist heute ein religiöses Zentrum des Landes.

## Geografie
Mzcheta hat 7940 Einwohner (2014) und liegt nur wenige Kilometer nördlich von Tbilisi am Zusammenfluss der Flüsse Kura und Aragwi am Großen Kaukasus.

## Geschichte
Archäologische Forschungen wie die am Gräberfeld von Samtavro belegen, dass die Stadt seit über 3000 Jahren existiert. Fast 1000 Jahre bis zum 6. Jahrhundert war Mzcheta Hauptstadt des iberischen Reichs, das neben den Königreichen Kolchis an der Schwarzmeerküste und Kartlien ein Vorgängerstaat des heutigen Georgien ist.
Im Zentrum von Iberien gelegen, war Mzcheta eine der wichtigsten Handelsstädte zwischen Kaspischem und Schwarzem Meer an der Seidenstraße. Die römischen Historiker Strabon, Plutarch und Plinius berichteten über die Festungen der Stadt, von denen die größte Armasis Ziche war. Ziche bedeutet im Georgischen „Festung“ und Armasi war der Gott der kaukasischen Iberer. Die Mauern der Festung umschlossen den Königspalast und den Tempel, vor dem eine große Statue des Gottes stand.

## Sehenswürdigkeiten

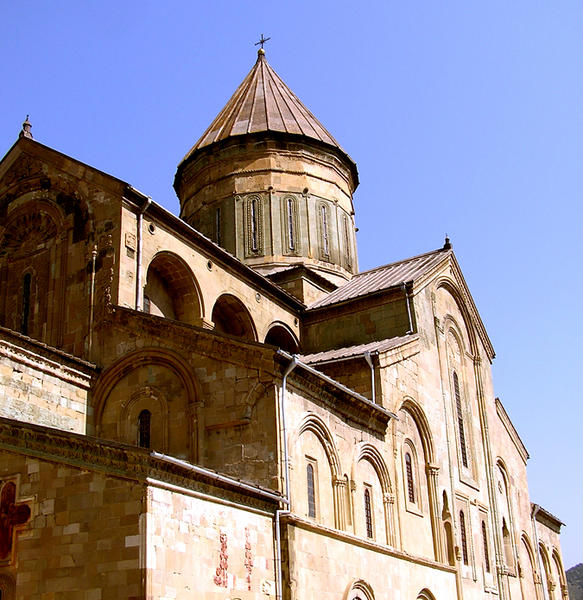
Die Swetizchoweli-Kathedrale in Mzcheta

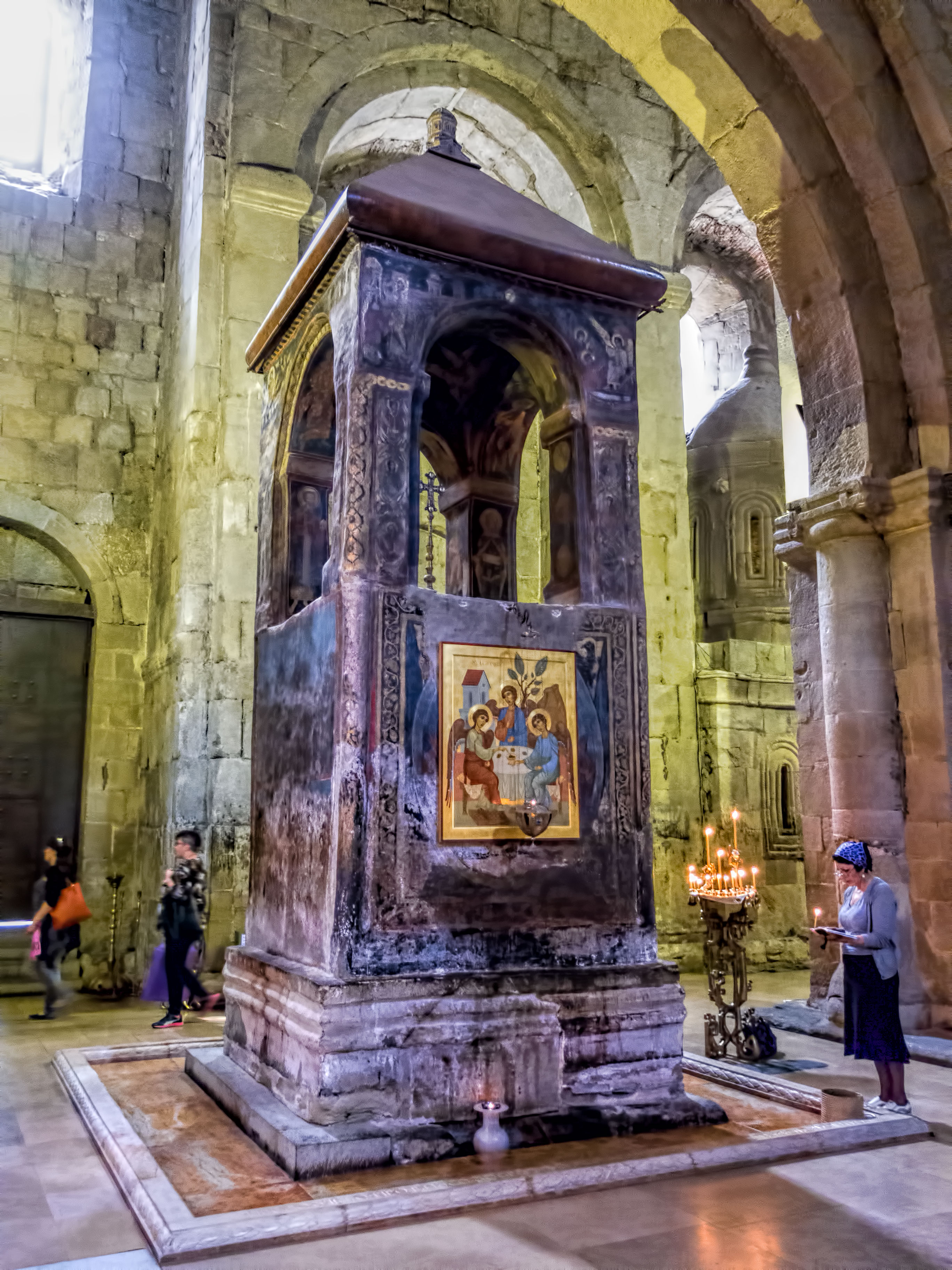
Monument über dem „Heiligen Rock von Mzcheta“

In Mzcheta und seiner Umgebung gibt es zahlreiche wertvolle Kulturdenkmäler. Einige gehören zum UNESCO-Welterbe. Unter ihnen befindet sich die mittelalterliche Swetizchoweli-Kathedrale („Lebenspendende Säule“). Der Legende nach half ein Engel, die Säulen der ältesten am Ort gebauten Kirche zu setzen. Als Hauptreliquie wird in ihr ein Gewand Christi („Heiliger Rock“) verehrt. Die jetzige Kirche mit Emporen und einer hohen Kuppel auf vier wuchtigen Pfeilern wurde 1010 bis 1029 erbaut. Lange Zeit hindurch war sie die Begräbnisstätte der georgischen Könige aus der Dynastie der Bagratiden. Von Timur Lang zerstört, wurde sie im 15. Jahrhundert wieder aufgebaut.
Die Festung Armasziche (3. Jahrhundert v. Chr.), die Armasziche-Akropolis (spätes 1. Jahrtausend v. Chr.), Fragmente des königlichen Palastes (1. bis 3. Jahrhundert), ein nahegelegenes Grab (1. Jahrhundert), eine kleine Kirche (4. Jahrhundert) und die Festung Bebris Ziche (14. Jahrhundert) sind weitere Zeugen der weit zurückreichenden Stadtgeschichte.
Das seit einiger Zeit wiederbelebte Frauenkloster Samtawro mit seiner im 11. Jahrhundert erbauten Heiligen-Nino-Kirche zeichnet sich durch herrlichen plastischen Fassadenschmuck und reichhaltige Steinmetzarbeiten aus. Sie wurde 1903 restauriert. Seit 2014 werden in der Kirche die Reliquien des hl. Gabriel Urgebadse († 1995) verehrt.
Auf einem Vorsprung des Sagurami-Bergrückens, auf der anderen Seite des Aragwi-Flusses, erhebt sich Georgiens älteste Kreuzkuppelkirche im Dschwari-Kloster („Kreuzkloster“). Sie wurde 586 bis 604 an einer Stelle errichtet, wo der Überlieferung nach die Heilige Nino ein großes Holzkreuz errichtet hat. Bewundernswert sind die Maßverhältnisse, der lakonische Schmuck, der tief durchdachte Baukörper und das vollendete Mauerwerk.
Unweit der Abfahrt zur Dschwari-Kirche sieht man links den Staudamm des Kraftwerks von Semo-Awtschali, das 1927 am Zusammenfluss von Aragwi und Kura errichtet wurde.

## Verkehr
Mit der Eröffnung des entsprechenden Streckenabschnitts der ältesten Bahnstrecke des Landes, der Bahnstrecke Poti–Baku, erhielt Mzcheta 1872 Anschluss an die Eisenbahn und einen Bahnhof.

Polizeistation Mzcheta
Glasfassaden symbolisieren Transparenz gegenüber der Bevölkerung
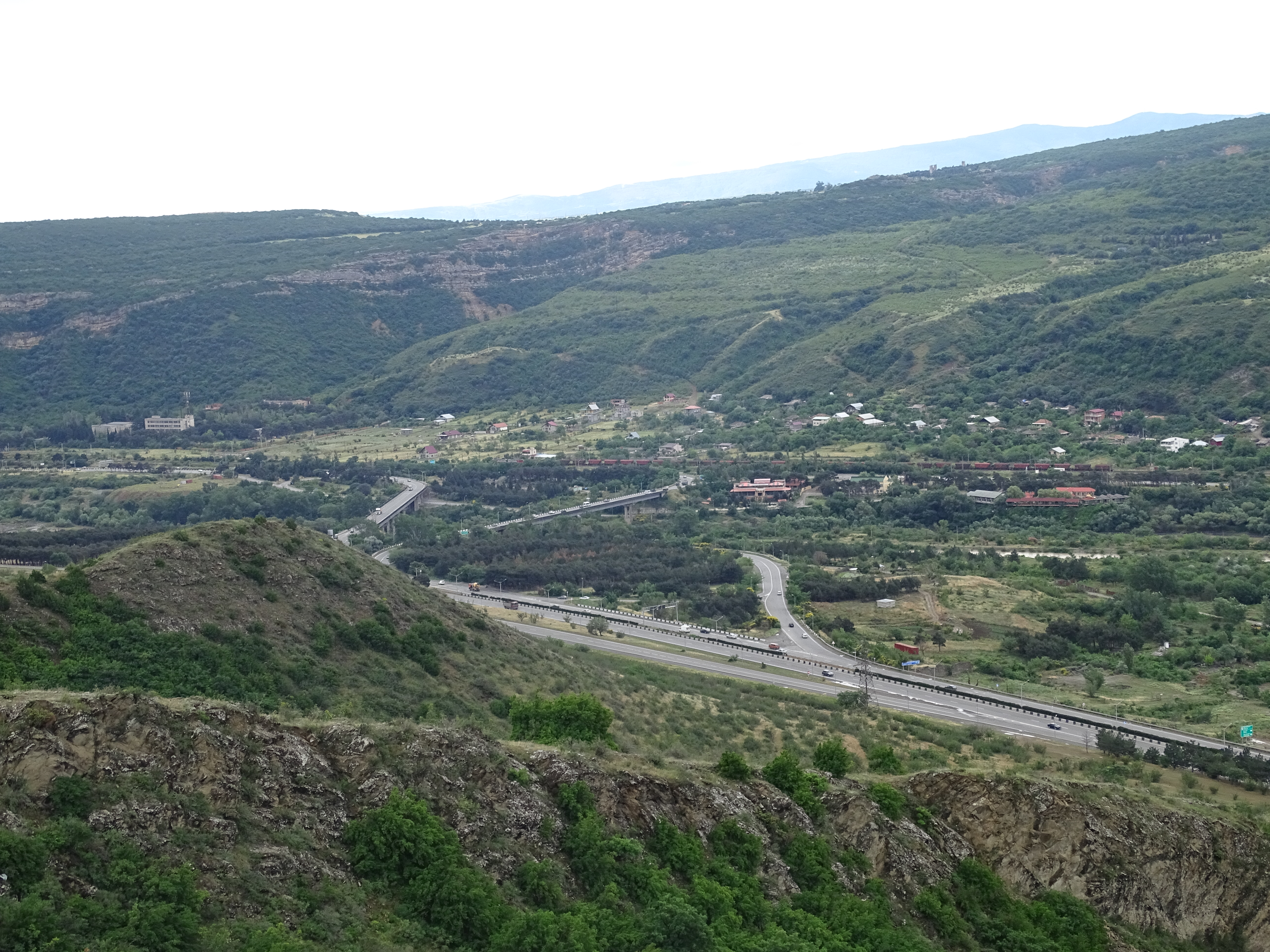
Im Hintergrund verläuft die Eisenbahn durch das Tal
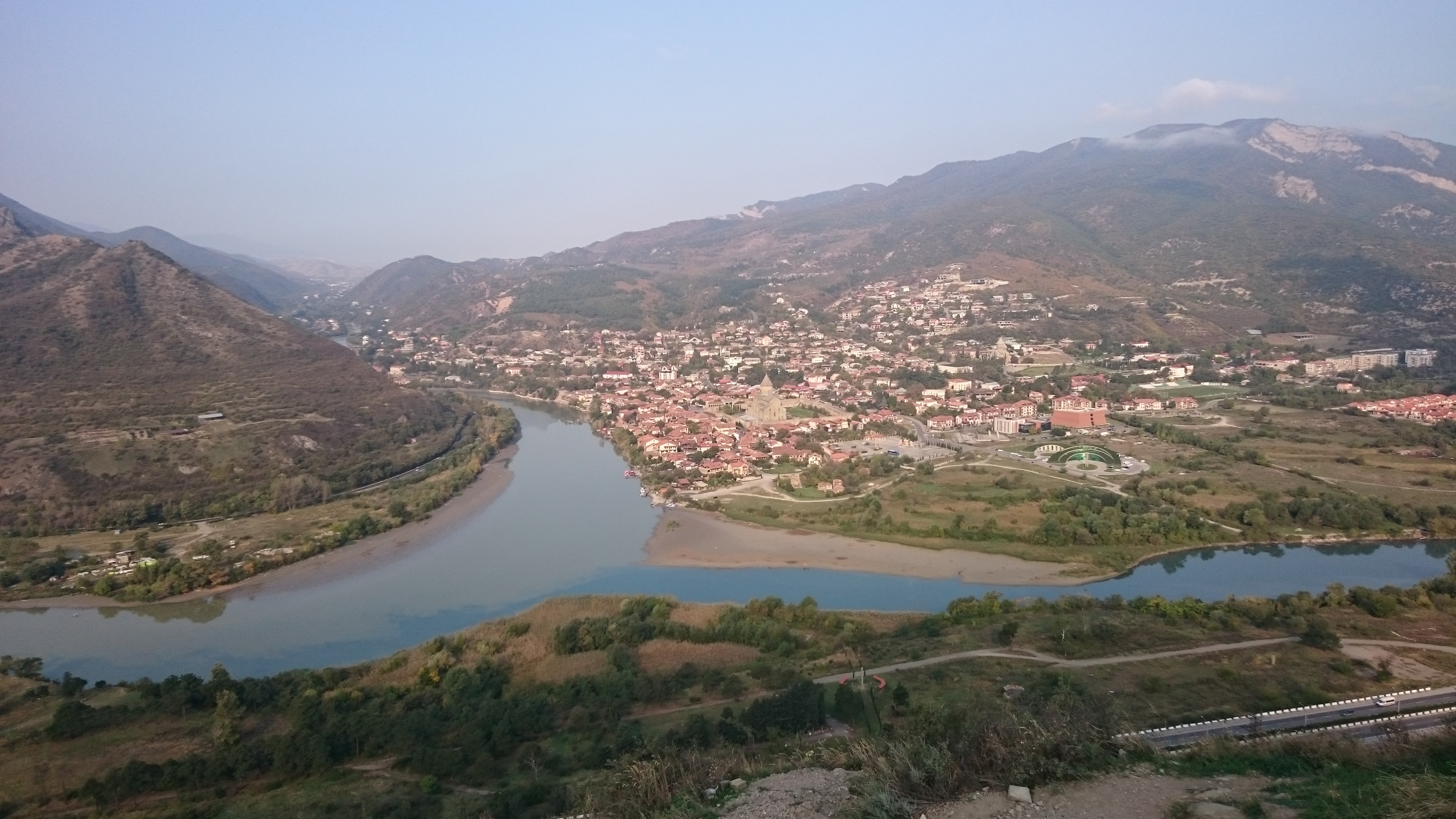
Aussicht auf Mzcheta, Zusammenfluss von Kura und Aragwi
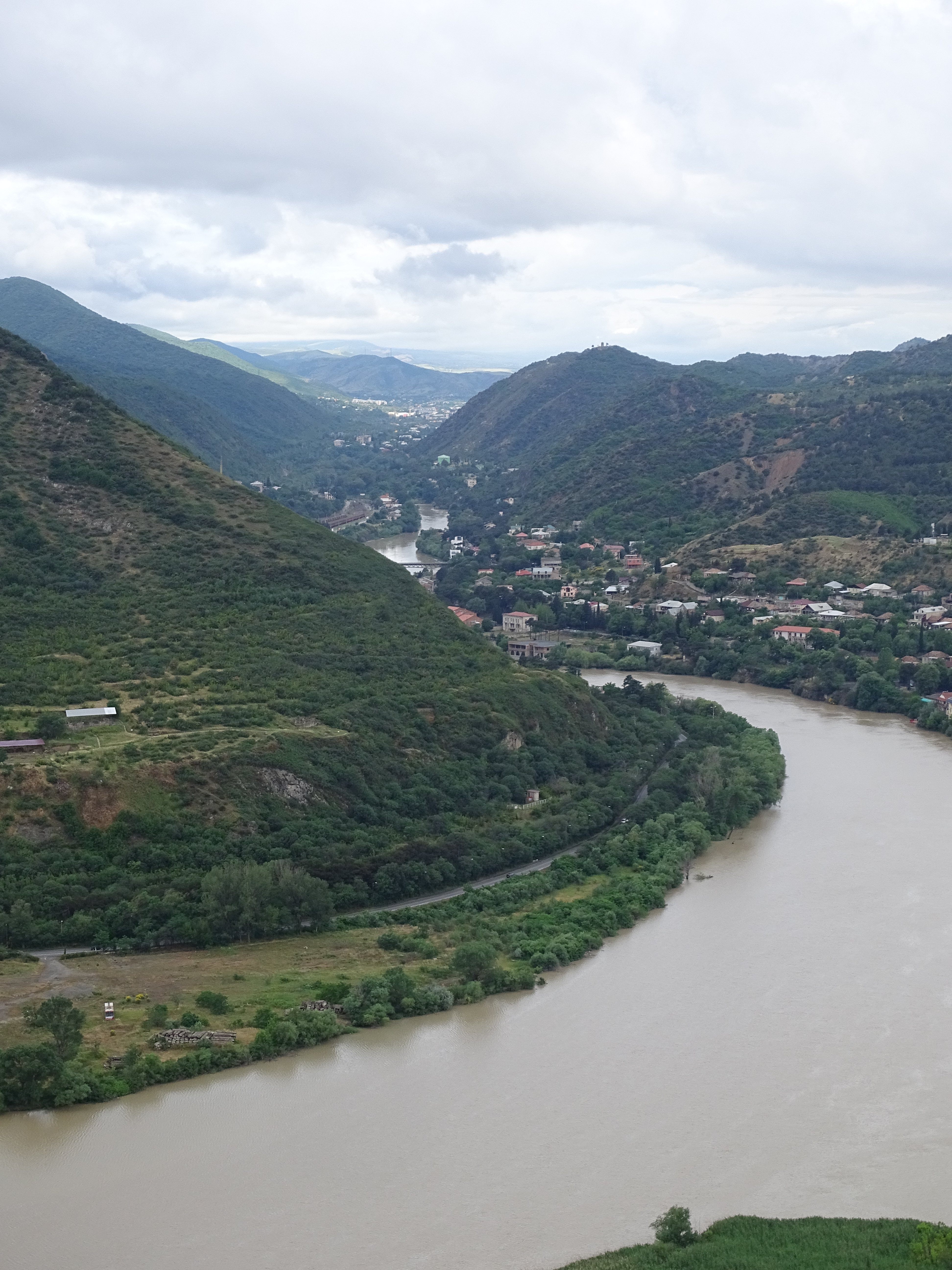

## Städtepartnerschaften
Mzcheta unterhält mit folgenden Städten eine Städtepartnerschaft:
- Leuville-sur-Orge (Frankreich), seit 2001

## Persönlichkeiten
- Eustathius von Mzcheta († um 550), Heiliger und Märtyrer im 6. Jahrhundert
- Goderdsi Urgebadse († 1995), Heiliger, „Narr in Christo“
- Anna Dogonadze (* 1973), deutsche Trampolinturnerin georgischer Herkunft
- Giorgi Schermadini (* 1989), Basketballspieler
- Tochinoshin Tsuyoshi (Lewan Gorgadse, * 1987), Sumōringer